# Abdij van Valloires

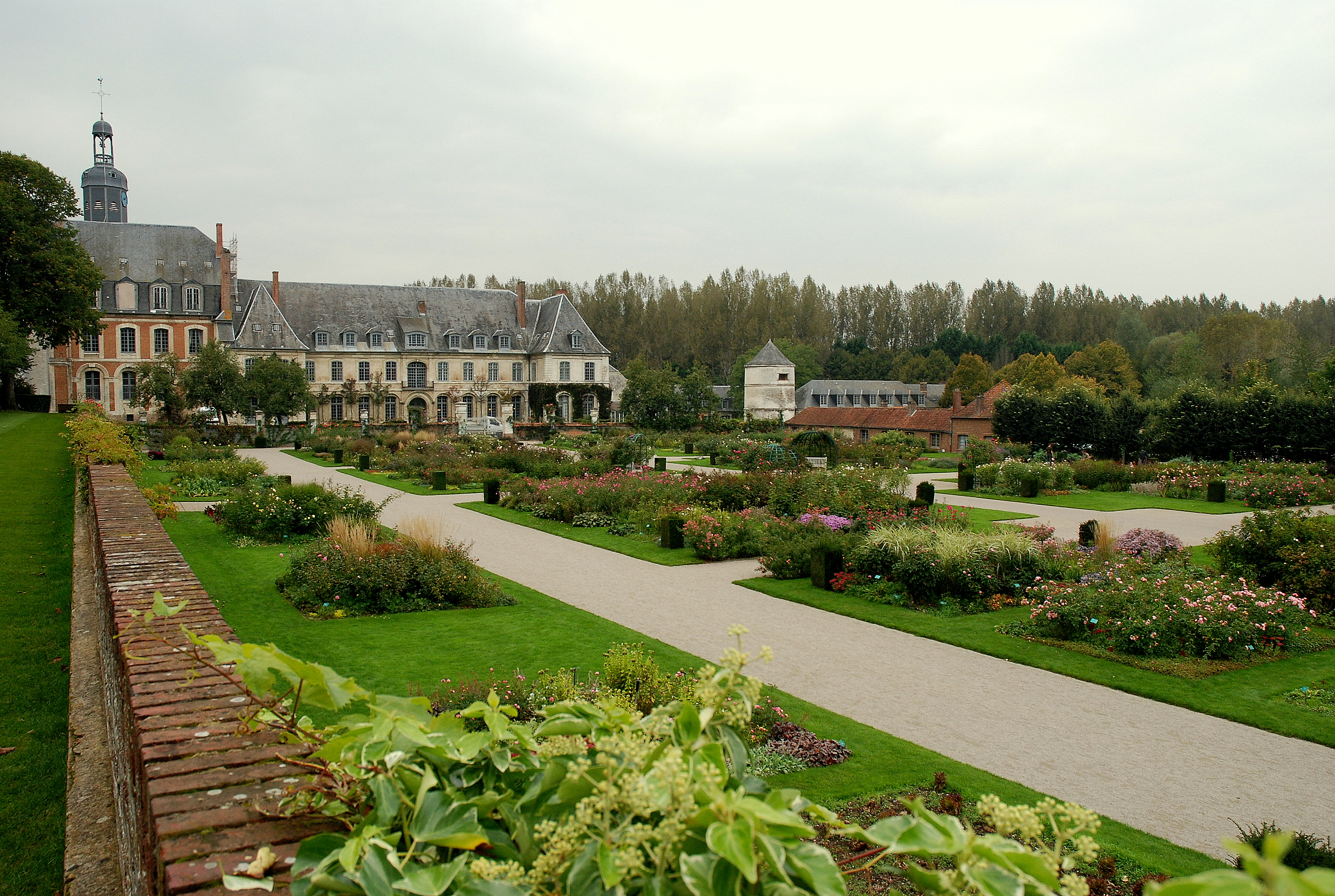
De abdij en een deel van haar tuinen

De Abdij van Valloires is een abdij die door de cisterciënzers in de 12e eeuw in de Franse gemeente Argoules werd gesticht.
De huidige gebouwen dateren uit de 18e eeuw en ze is de enige intact gebleven cisterciënzerabdij uit die eeuw in Frankrijk. 

## Geschiedenis
In 1138 kwam Guy II van Ponthieu tot een akkoord met cisterciënzers om hier hun zevende abdij in Frankrijk op te richten. Tijdens de 12e en 13e eeuw verbleven hier ongeveer 100 monniken. De abdij had te lijden van plunderingen en verwoestingen tijdens de Honderdjarige Oorlog en de Dertigjarige Oorlog zodat er in de 17e eeuw nog weinig restte van de gebouwen.

## De abdijkerk
De abdij werd opnieuw opgetrokken en de werken werden afgesloten in 1730. De instorting van de gerestaureerde 13e-eeuwse abdijkerk verplichtte de gemeenschap tot het bouwen van een nieuwe abdijkerk. De inrichting werd toevertrouwd aan Simon Pfaff de Pfaffenhoffen, een Oostenrijkse decorateur. Het hekwerk is van Jean-Baptiste Veyren. De kerk werd ingewijd in 1756. In het interieur trekken het hoofdaltaar, het hekwerk, het orgel en de twee engelen, opgehangen tegen het plafond en vervaardigd in Papier-maché de aandacht.
In de abdij zijn onder meer het klooster, de kapittelzaal, het gastensalon, de cellen en de kerk open voor het publiek. Simon Pfaff de Pfaffenhoffen nam ook de inrichting van het gastensalon voor zijn rekening.

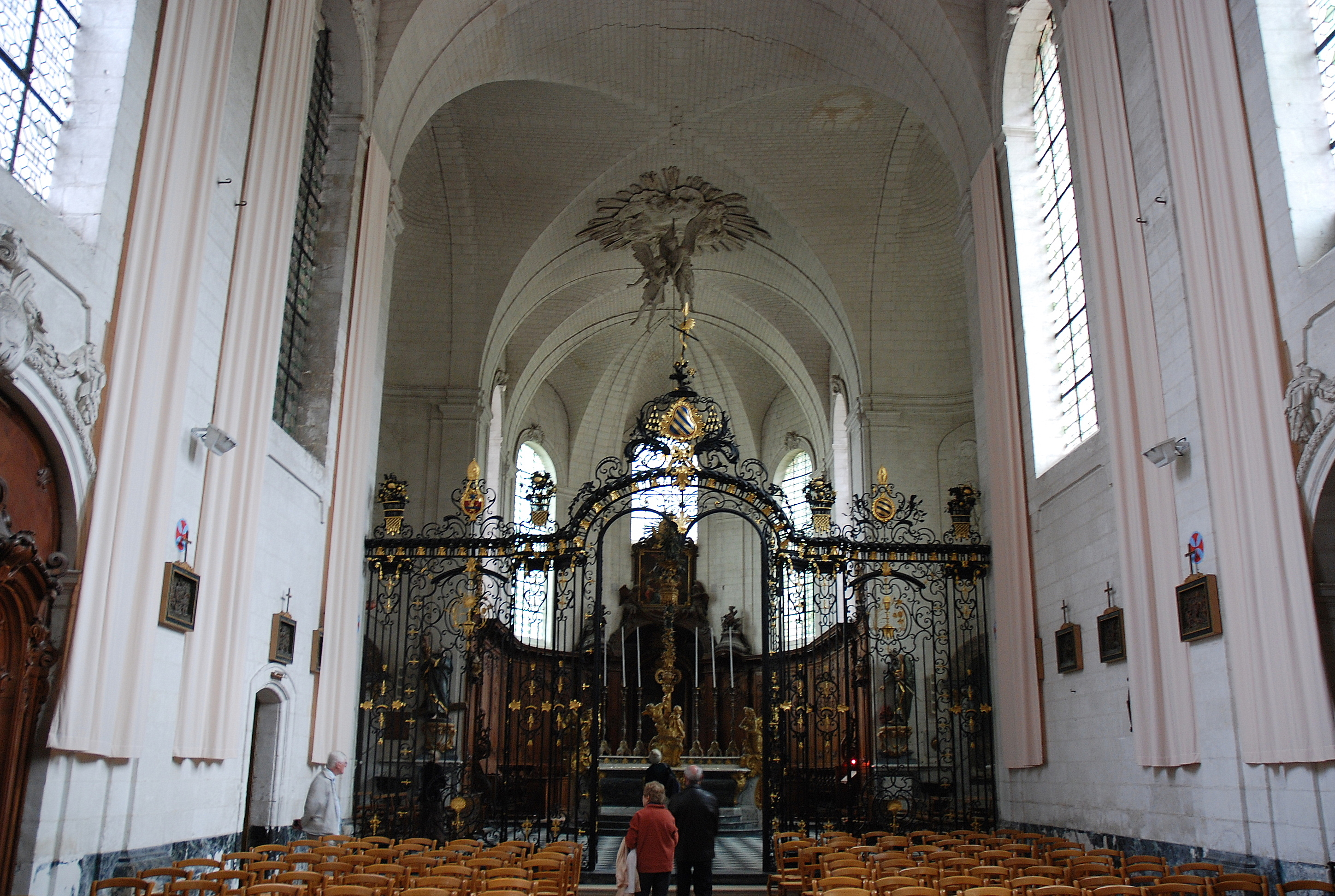
Het interieur van de abdijkerk

Tijdens de Eerste Wereldoorlog deed de abdij dienst als hospitaal. Nu (2008) is een gedeelte van de abdij omgebouwd tot residentie van betalende gasten, een ander deel als kinderopvang.

## Tuinen van Valloires
De tuinen van Valloires werden in 1989 aangelegd. Ongeveer 4000 zeldzame bomen en planten zijn aangeplant in een gebied van ongeveer 8 hectare die 2030 plantensoorten vertegenwoordigen. Ze zijn gegroepeerd rond verschillende thema's.

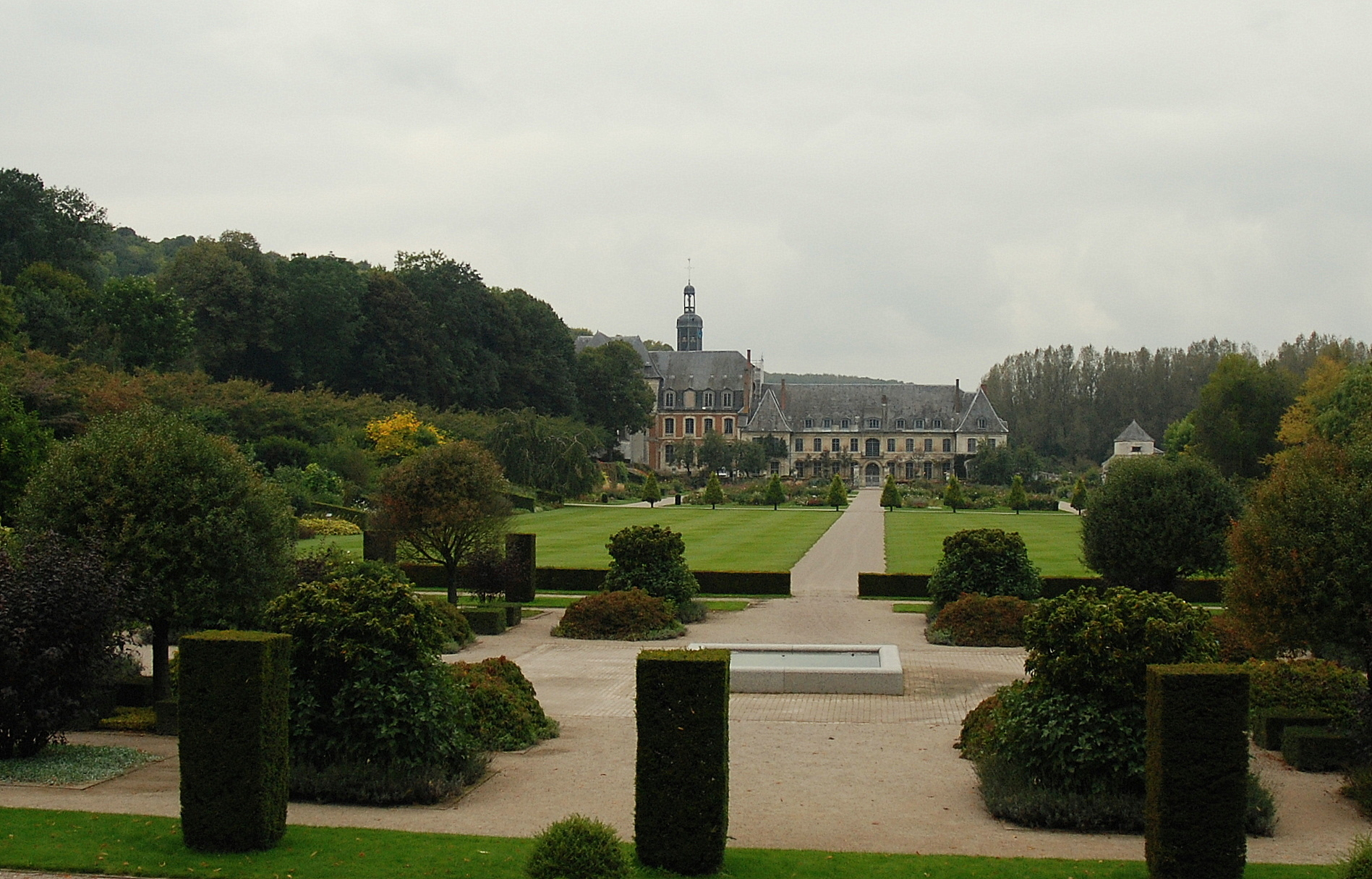
De Engelse tuin
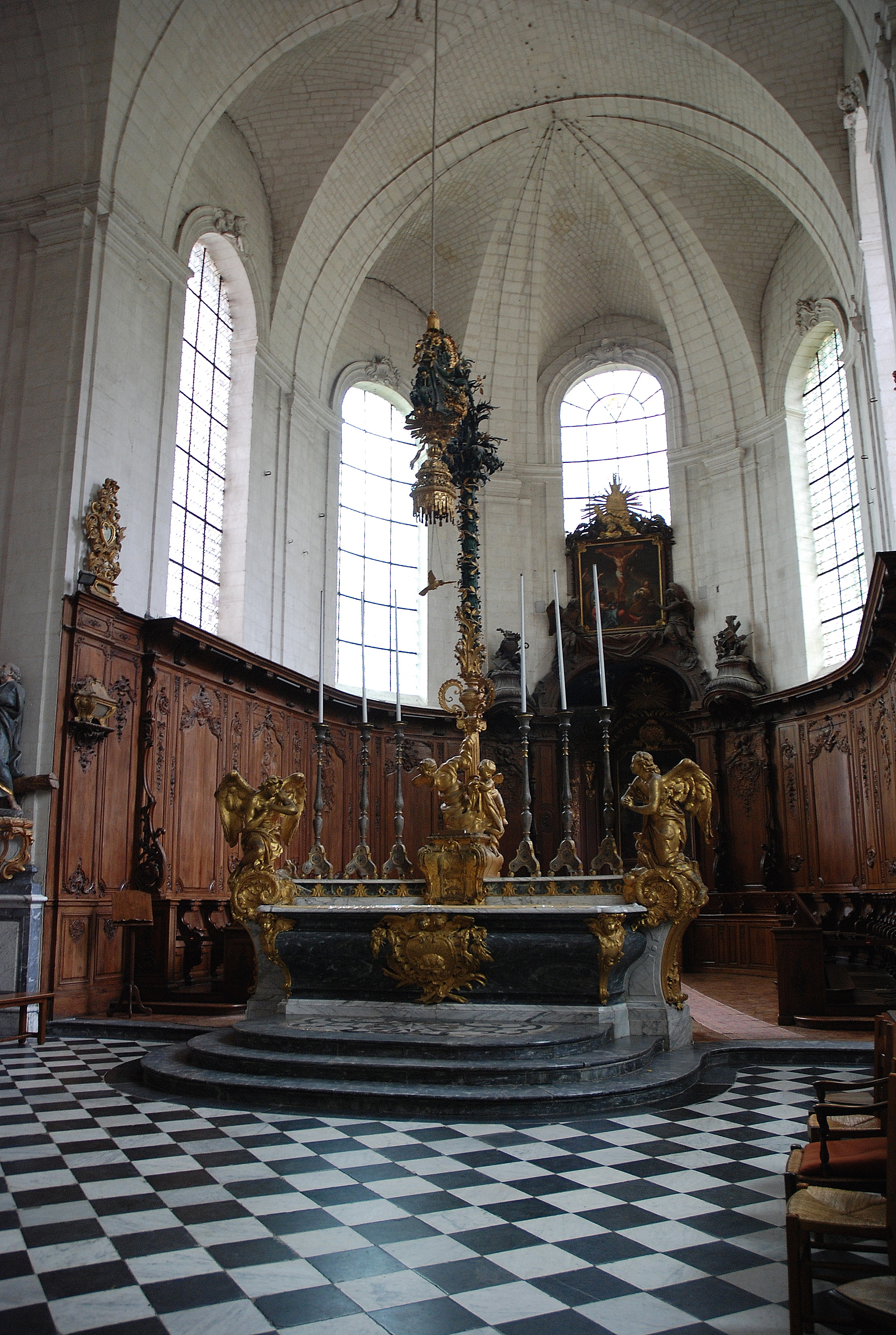
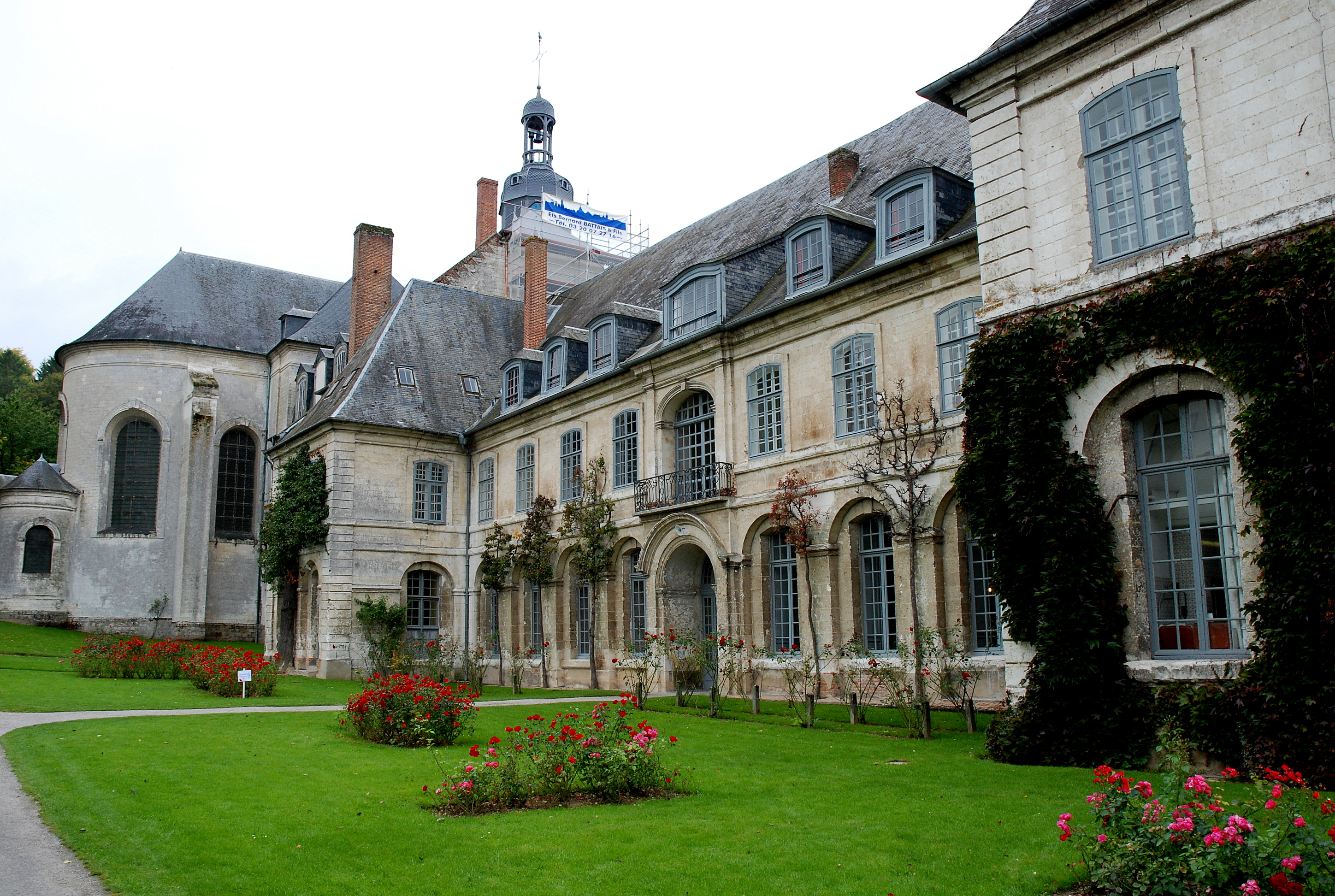
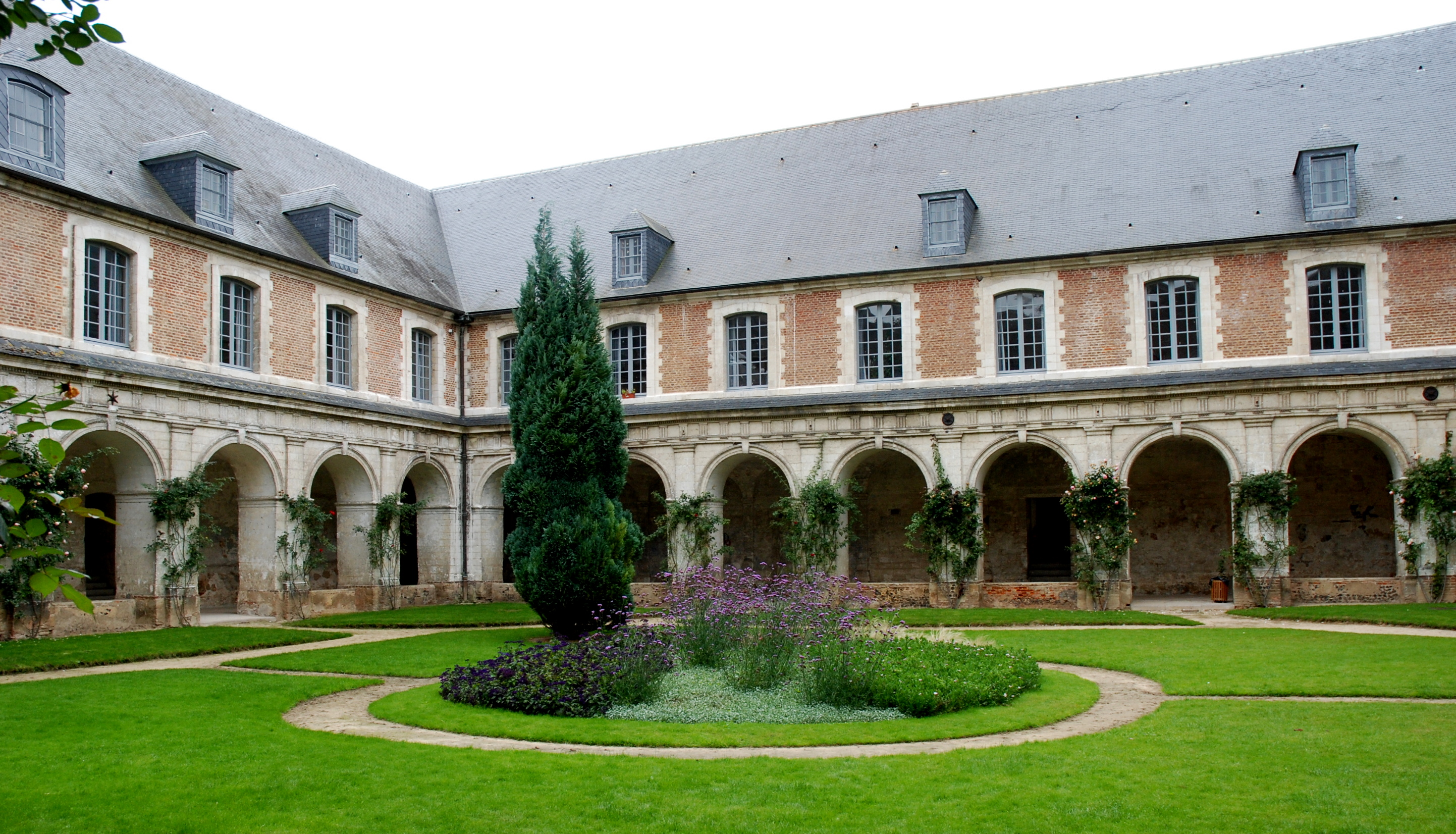
De kloostertuin